# Stapelia

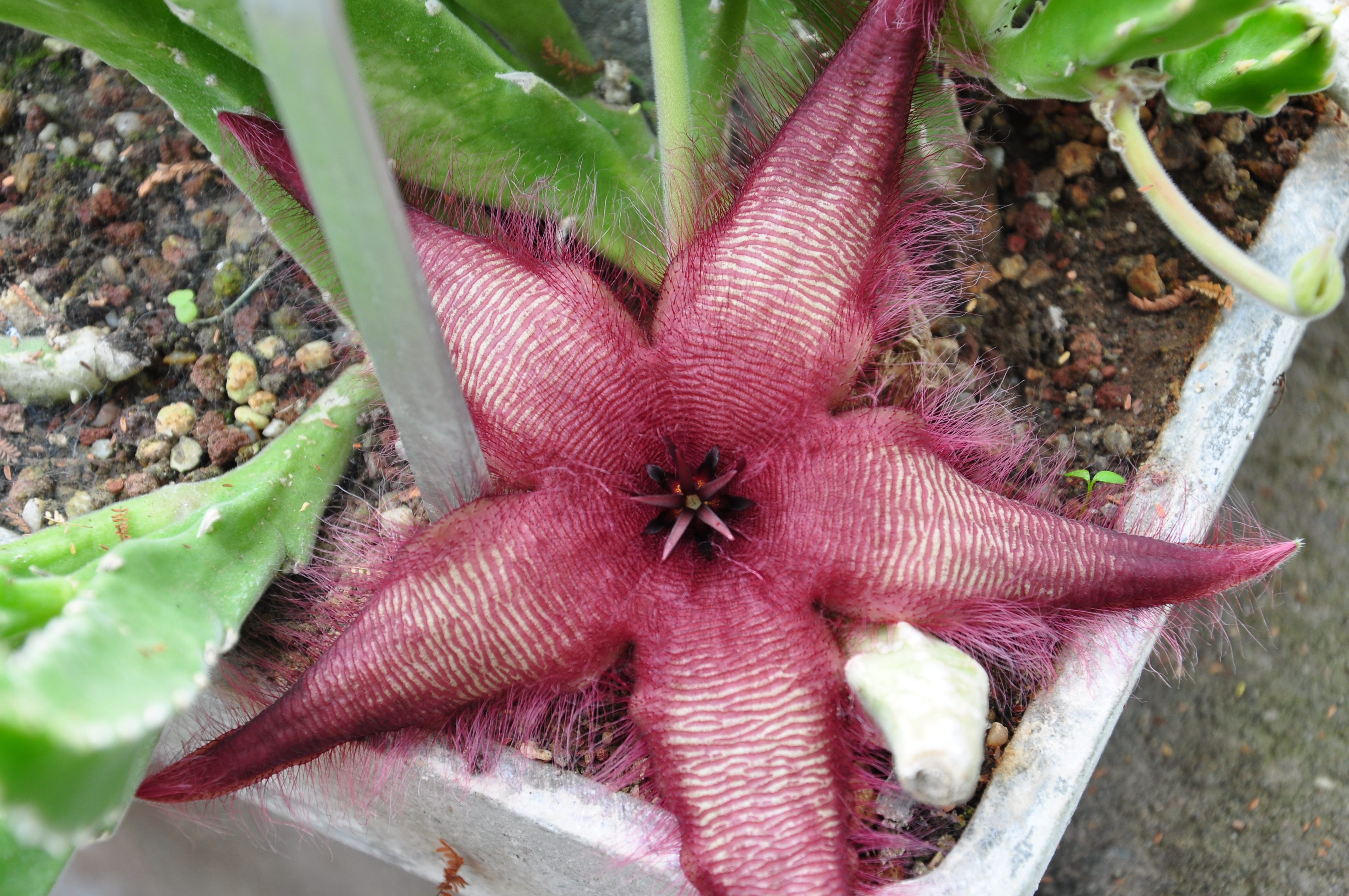
S. gettliffei

Stapelia es un género con cerca de 31 especies de plantas de la familia Apocynaceae, anteriormente Asclepiadaceae pero hoy día incluida esta última dentro de las Apocynaceae como una subfamilia. Nativo del sur de África.

## Descripción
Es una planta con tallos suculentos. Las flores son notables en algunas especies, la de S. gigantea llega a alcanzar los 40 cm de diámetro. Todas son peludas y varían en su olor desde agradable hasta el de carne putrefacta, esto atrae a moscas azules de la familia Calliphoridae para su polinización (mimetismo químico).
Varias especies se cultivan como plantas ornamentales.

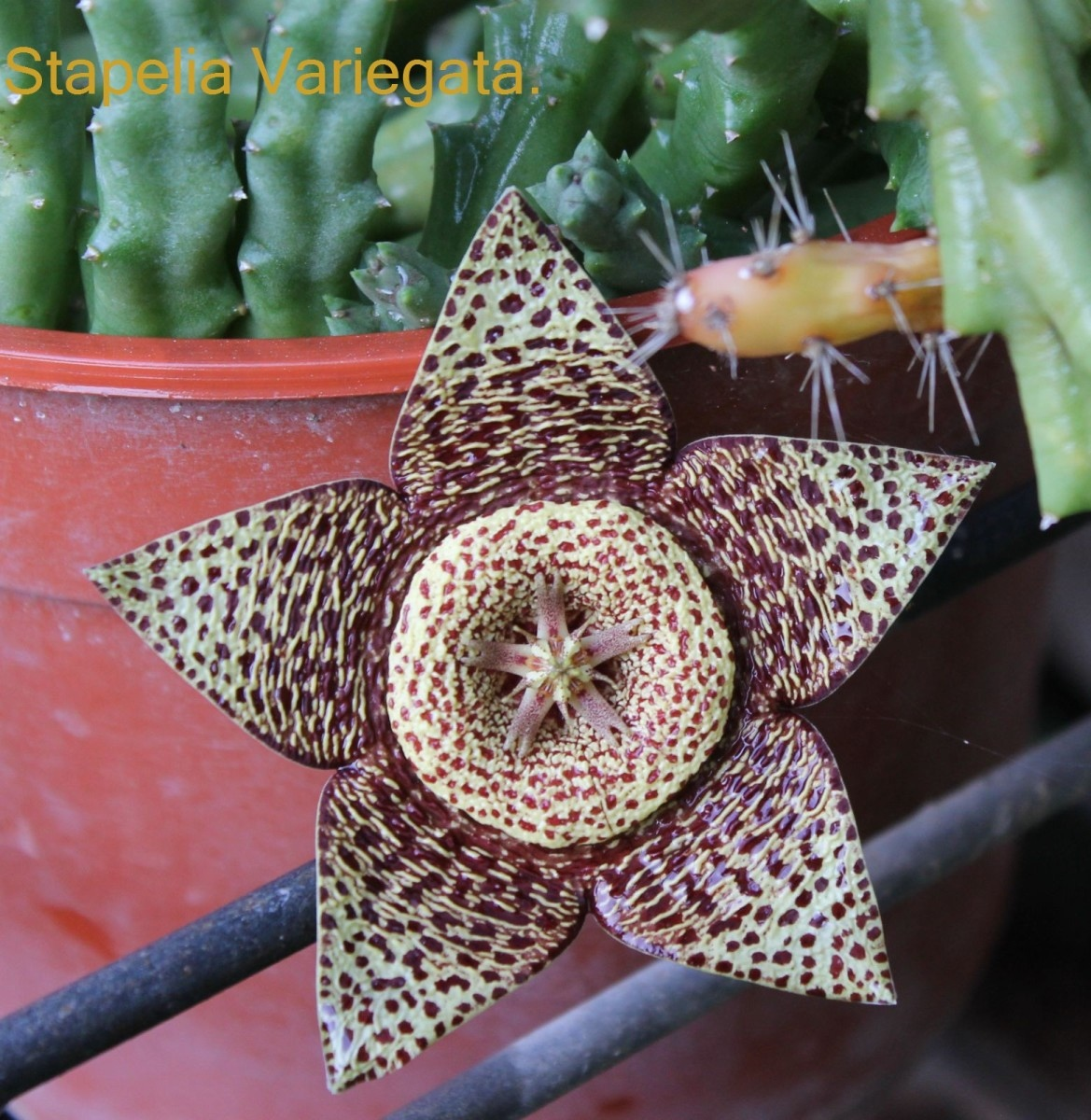
Flor atigrada de Stapelia Variegata.

## Taxonomía
El género fue descrito por Carlos Linneo y publicado en Species Plantarum 1: 217. 1753.

## Especies seleccionadas
| - Stapelia acuminata - Stapelia albicans - Stapelia albipilosa - Stapelia arenosa - Stapelia asterias - Stapelia aurea - Stapelia ausana - Stapelia barklyi - Stapelia bayfieldii - Stapelia baylissii - Stapelia bella - Stapelia cactiformis - Stapelia cantabrigensis - Stapelia caudata - Stapelia cedrimontana - Stapelia clavicorona - Stapelia cupularis - Stapelia desmetiana - Stapelia dinteri - Stapelia divaricata - Stapelia divergens - Stapelia engleriana - Stapelia erectiflora - Stapelia flavirostris - Stapelia flavopurpurea - Stapelia gariepensis - Stapelia gettliffei - Stapelia gigantea - Stapelia glabricaulis - Stapelia glabriflora - Stapelia glanduliflora - Stapelia grandiflora - Stapelia hanburyana - Stapelia hirsuta - Stapelia immelmaniac | - Stapelia knobelii - Stapelia kougabergensis - Stapelia kwebensis - Stapelia leendertziae - Stapelia lepida - Stapelia macloughlinii - Stapelia macowanii - Stapelia maculosa - Stapelia maculosoides - Stapelia melanantha - Stapelia mutabilis - Stapelia obducta - Stapelia olivacea - Stapelia pachyrrhiza - Stapelia paniculata - Stapelia parvula - Stapelia pearsonii - Stapelia peglerae - Stapelia pillansii - Stapelia portae-taurinae - Stapelia praetermissa var. luteola - Stapelia praetermissa var. praetermissa - Stapelia preastans - Stapelia remota - Stapelia rubiginosa - Stapelia rufa - Stapelia schinzii - Stapelia scitula - Stapelia tsomoensis - Stapelia unicornis - Stapelia variegata - Stapelia vetula - Stapelia villetiae - Stapelia youngii |

## Fitoquímica

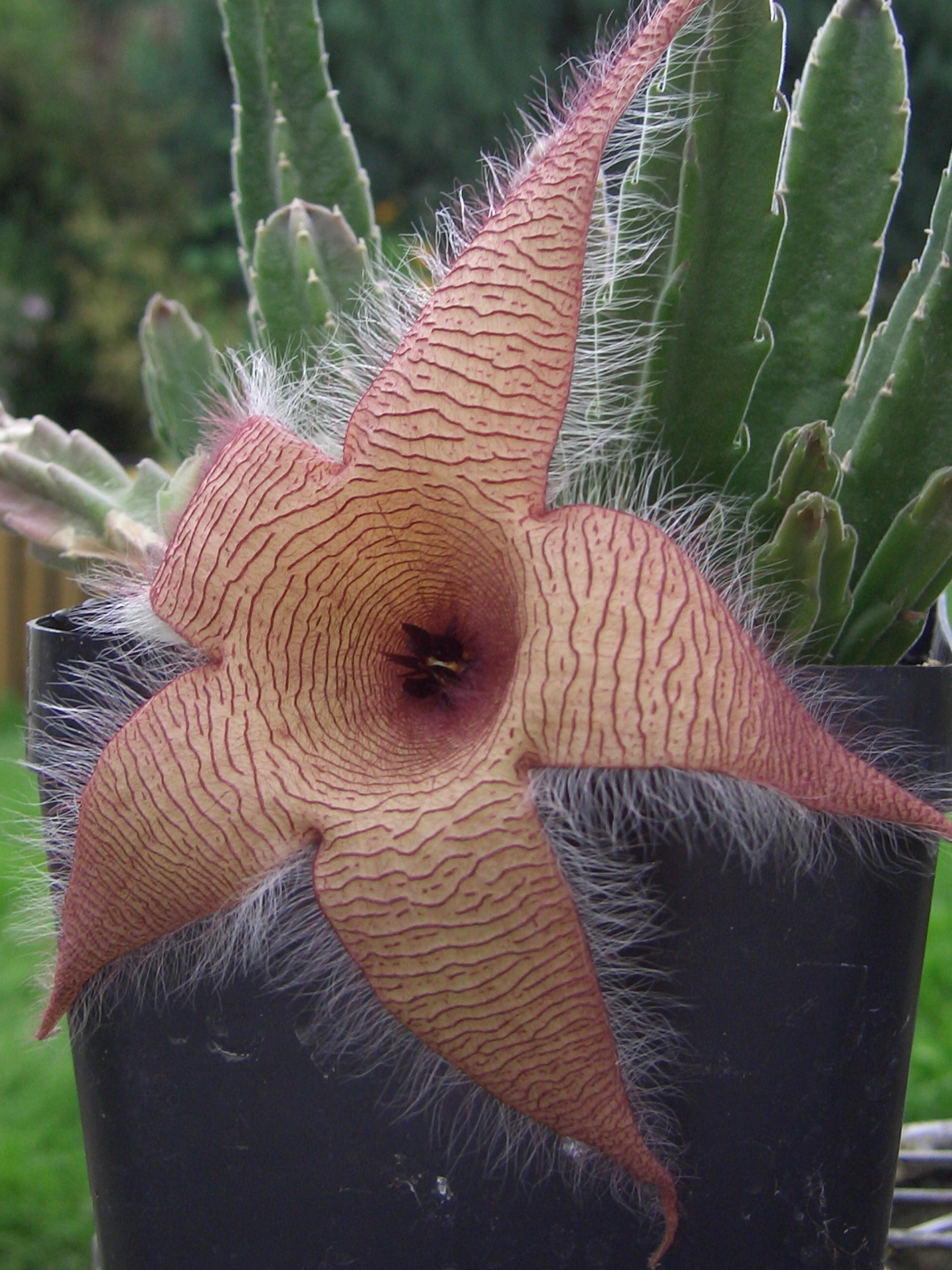
Stapelia gigantea

De Stapelia variegata se han extraído fitoesteroides, por ejemplo del tipo 3,8,11,12,14-Pentahidroxipregn-5-en-20-ona, tales como los estavarósidos A-K
De Stapelia gigantea se ha aislado el alcaloide hordenina.
Cuatro alcaloides derivados de fenetilaminas han sido aislados de las partes aéreas de Stapelia hirsuta: N-acetil hordenina, hordenina, candicina y hordenina-1-O-beta-D-glucósido, además de la luteolin-7-O-beta-D-glucopiranósido. En esta misma planta se encontró 1,8,8-trimetil-5,8-dihidro-1H-pirano[3,4-b]piridina-4,6-diona